# Semerynki (rejon starokonstantynowski)
Semerynki (ukr. Семиреньки) – wieś na Ukrainie, w rejonie starokonstantynowskim w obwodzie chmielnickim.

## Historia
Gniazdo rodu Czeczelów. Na pocz. XX w. własność rodziny Pruszyńskich

## Dwór
W książce Memento kresowe opisany razem z miejscowością Werborodyńce, dwór polski w kształcie podkowy zniszczony przez bandy chłopskie w 1917 r.

...biegła drożyna do pobliskiej wioski, Semerynek, w owe lata nader głośnej na starem pograniczu Otomańskiem... W owej wioszczynie, w bardzo wyniosłym dworze, z jeszcze bardziej wyniosłą bramą, ongi mieszkał p. Piotr Czeczel, noszący tytuł starosty, słynny z polowań i balów, których rozgłosem niegdyś brzmiała cała okolica. (...).

Pogromy rozpoczęli żołnierze z ułańskiego, czugujewskiego pułku, stojącego kwaterą w pobliskich Semerynkach. Ów pułk czugujewski, mający kiedyś dobrą opinię wśród wojska był wtedy na wskroś zdemoralizowaną i zbolszewiczałą bandą, która rabowała co się dało i terroryzowała właściciela Semerynek, starego dziwaka-zbieracza, Jana Pruszyńskiego (...)  Chłopi, uważający go za nieszkodliwego maniaka i niedołęgę, pozwolili mu zostawać w Semerynkach do ostatniej chwili, toteż żegnając swój stary dom, brodził po kolana w strzępach całe życie zbieranej, pełnej białych kruków biblioteki, i patrzył, jak gromada dzieci wiejskich wśród krzyków i śmiechu tłukła markizy i pasterzy z saskiej porcelany. Kilkanaście bab, kłócąc się zawzięcie, cięło nożycami do strzyżenia owiec oryginalne gobeliny z XVI wieku, przykrawając je na miarę łóżek, którym od dzisiaj miały służyć jako kapy, i spluwały, pokazując sobie nagie ciała nimf. Błysnęło coś złotem z gruzu rozwalonego komina, uderzyło spłakane oczy wygnańca: stary, niezmiernie cenny zegar żegnał swojego pana, któremu od dziecinnych lat śpiewał kuranty. Tuż obok, na starym błękicie wdeptanej w błoto okładki, litera "N" z koroną cesarską i wieńcem nasunęła szereg wspomnień. Był to szczątek albumu, ofiarowanego kiedyś Napoleonowi przez miasto Warszawę. Znajdowały się tam mapy miniaturowo malowane, przedstawiające drogę od Warszawy do Smoleńska

## Przypisy

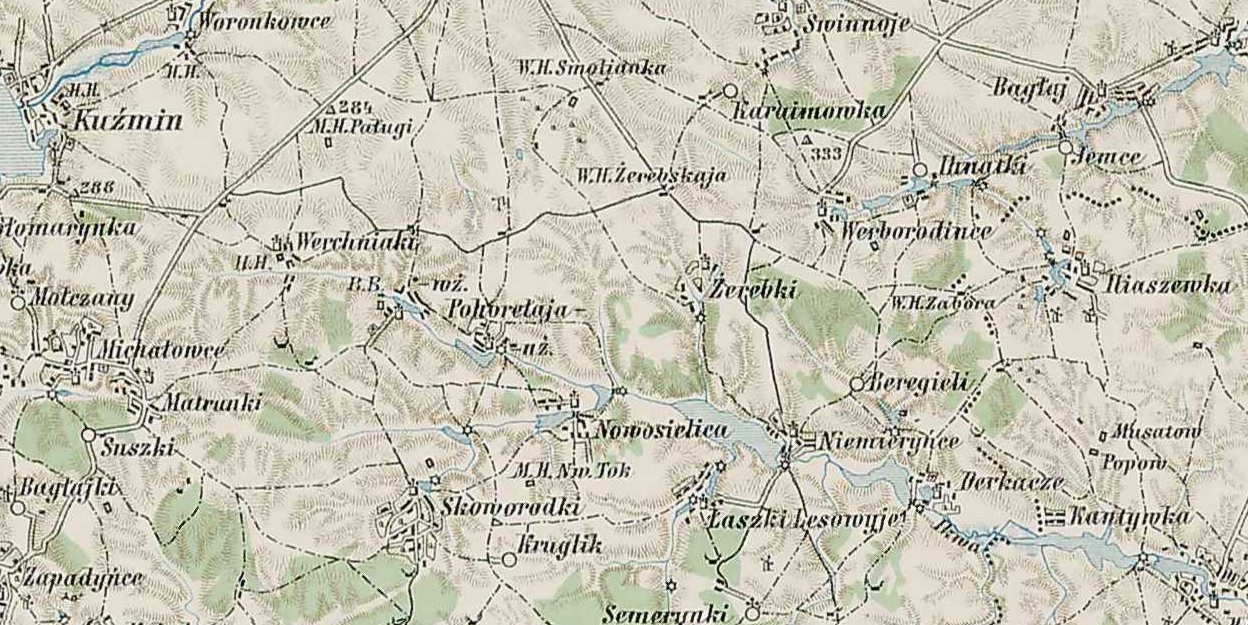
Semerynki na mapie woj. Austro-Węgier (1: 200 000) 1910 r.